# Brian Mascarenhas
Brian Mascarenhas (sinh ngày 4 tháng 1 năm 1992 ở Nuvem, Goa) là một cầu thủ bóng đá người Ấn Độ thi đấu ở vị trí tiền vệ chạy cánh trái cho Salgaocar ở I-League.

## Sự nghiệp

### Dempo
Sau 1 mùa giải với đội trẻ Churchill Brothers, Brian kết hợp đồng với Dempo S.C. ở I-League và bắt đầu đá cho đội dự bị, ghi một bàn thắng đẹp cho Dempo Dự bị trước Calangute từ khoảng cách 40 yards ở Goa Professional League. Sau đó anh ra mắt cho đội chính Dempo trước câu lạc bộ cũ Churchill Brothers ngày 4 tháng 12 năm 2011.

### Salgaocar
Ngày 2 tháng 6, anh rời Dempo để đến Salgaocar.

## Thống kê sự nghiệp

### Câu lạc bộ
Tính đến 5 tháng 3 năm 2016
| Câu lạc bộ          | Mùa giải            | Giải vô địch | Giải vô địch | Giải vô địch | Cúp     | Cúp       | Cúp      | AFC     | AFC       | AFC      | Tổng    | Tổng      | Tổng     |
| Câu lạc bộ          | Mùa giải            | Số trận      | Bàn thắng    | Kiến tạo     | Số trận | Bàn thắng | Kiến tạo | Số trận | Bàn thắng | Kiến tạo | Số trận | Bàn thắng | Kiến tạo |
| ------------------- | ------------------- | ------------ | ------------ | ------------ | ------- | --------- | -------- | ------- | --------- | -------- | ------- | --------- | -------- |
| Dempo               | 2011–12             | 1            | 0            | 0            | 0       | 0         | 0        | 0       | 0         | 0        | 1       | 0         | 0        |
| Salgaocar           | 2012-13             | 9            | 0            | 0            | 0       | 0         | 0        | -       | -         | -        | 9       | 0         | 0        |
| Salgaocar           | 2013-14             | 11           | 0            | 0            | 0       | 0         | 0        | -       | -         | -        | 11      | 0         | 0        |
| Salgaocar           | 2014-15             | 11           | 1            | 0            | 0       | 0         | 0        | -       | -         | -        | 11      | 1         | 0        |
| Salgaocar           | 2015-16             | 3            | 1            | 0            | 0       | 0         | 0        | -       | -         | -        | 3       | 1         | 0        |
| Tổng cộng sự nghiệp | Tổng cộng sự nghiệp | 35           | 1            | 0            | 0       | 0         | 0        | 0       | 0         | 0        | 35      | 1         | 0        |

## Danh hiệu

### Goa lusophony
- 2014 Lusophony Games (1)